# 상정역
상정역(Sangjeong station, 上鼎驛)은 강원특별자치도 삼척시 미로면에 위치한 영동선의 철도역이다.
모든 여객 열차가 정차하지 않으며, 현재 무인신호장으로 운영되고 있다.

## 역명 유래
원래 소골(沼谷)이었다가 나중에 웃소골, 아래솟골 하던 것이 한자로 와전되어 상정, 하정으로 불린데서 비롯되었다.

## 연혁
- 1940년 7월 31일 : 배치간이역으로 영업 개시
- 1953년 4월 1일 : 보통역으로 승격[1]
- 1986년 12월 24일 : 역사 신축 준공
- 1988년 1월 1일 : 소화물취급 중지[2]
- 1994년 1월 11일 : 화물 취급 중지[3]
- 1997년 6월 1일 : 배치간이역으로 격하[4]
- 2001년 9월 8일 : 신호장으로 격하[5]
- 2007년 6월 1일 : 일반열차 통과
- 2008년 3월 10일 : 여객취급 중지[6]